# STS-39
STS-39 — космический полёт MTKK «Дискавери» по программе «Спейс Шаттл» (40-й полёт программы и 12-й полёт Дискавери). Основной задачей было проведение экспериментов по заказу Министерства обороны США, в частности по программе AFP-675 (англ. Air Force Program-675).

## Экипаж
- (НАСА): Майкл Коутс (3)[3] — командир;
- (НАСА): Ллойд Хэммонд (1) — пилот;
- (НАСА): Гайон Блуфорд (3) — специалист по программе полёта-1;
- (НАСА): Грегори Харбо (1) — специалист по программе полёта-2;
- (НАСА): Ричард Хиб (1) — специалист по программе полёта-3;
- (НАСА): Доналд Макмонэгл (1) — специалист по программе полёта-4;
- (НАСА): Чарлз Вич (1) — специалист по программе полёта-5.

## Параметры полёта
- Масса аппарата при посадке — 95 846 кг;
- Грузоподъёмность — 5 663 кг;
- Наклонение орбиты — 57,9°;
- Период обращения — 89,6 мин;
- Перигей — 248 км;
- Апогей — 263 км.

## Эмблема
Форма эмблемы STS-39 представлена в виде наконечника стрелы, что символизирует нацеленность на выполнение программы полёта. Изображённое созвездие Орла отражает один из национальных символов США — белоголового орлана. Линии спектра, огибаемые «Спейс Шаттлом», символизируют рентгеновское, ультрафиолетовое и инфракрасное излучения, изучение которых, посредством различных научных приборов, входит в задачи полёта.